# Sint-Michaëlbasiliek
De Sint-Michaëlbasiliek (Duits: Basilika St. Michael) is een rooms-katholieke kerk in Absam in de Oostenrijke deelstaat Tirol. Het kerkgebouw betreft het belangrijkste Maria-bedevaartsoord van Tirol. Op 24 juni 2000 werd de kerk door paus Johannes Paulus II tot basilica minor verheven.

## Geschiedenis

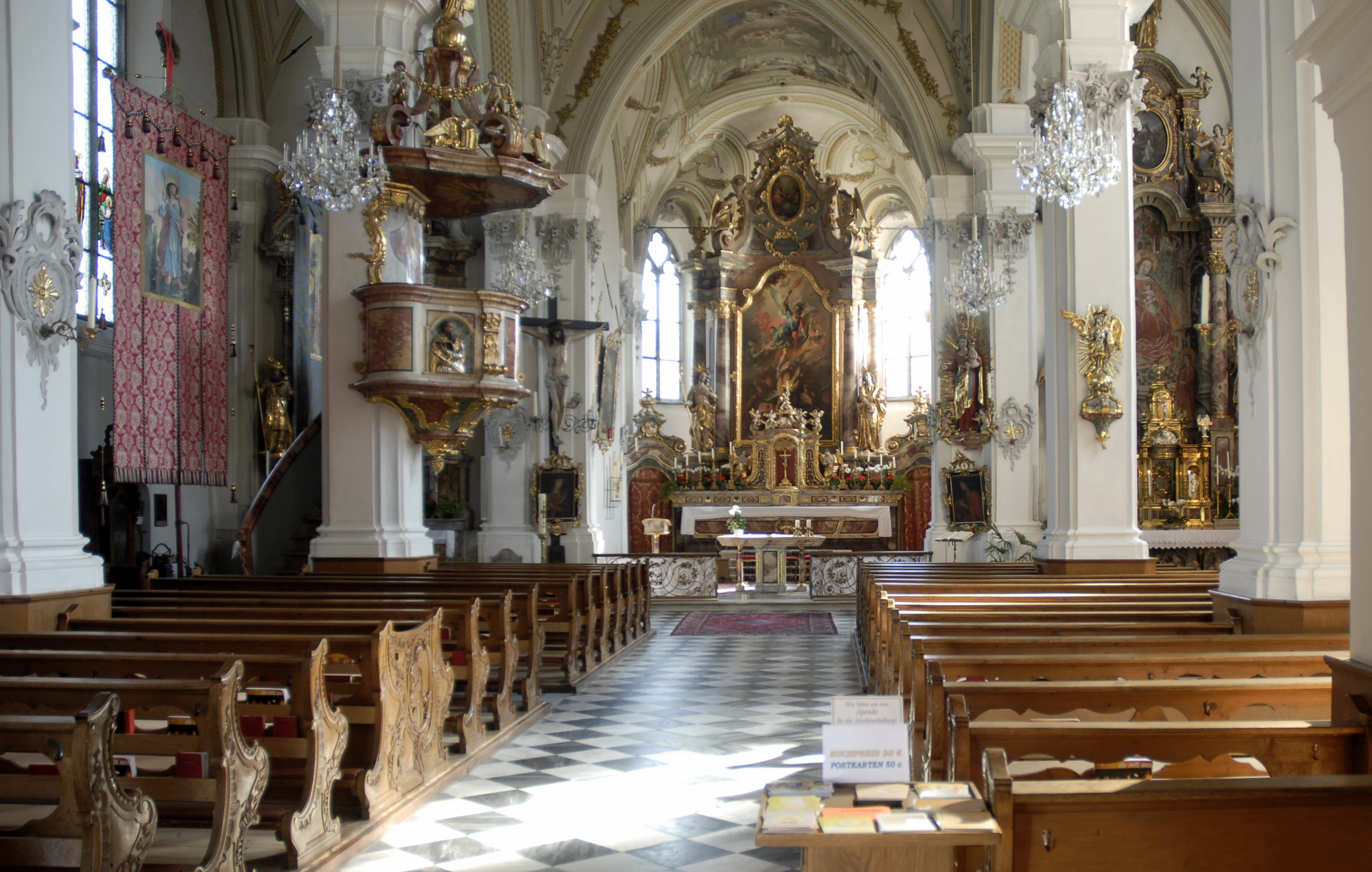
Interieur

Het geldt als vrijwel zeker dat de kerk een stichting betreft vanuit het bisdom Augsburg. Een belangrijke aanwijzing daarvoor is het patrocinium van de aartsengel Michaël, die in het bisdom Augsburg een bijzondere verering kende. Verschillende indicaties zoals het oude grondbezit van de parochie duiden er op dat de kerk reeds in de 9e eeuw bestond. De vroegste documentatie van de kerk dateert echter uit het jaar 1331.
De oorspronkelijke kerk werd in 1413 door Beieren in de as gelegd en vanaf 1420 tot 1440 als drieschepige laatgotische hallenkerk herbouwd. Middeleeuwse voorwerpen zijn een geschilderd altaar uit 1470 en een laatgotische crucifix uit 1492.
In de 15e eeuw verplaatste men de parochie naar Hall in Tirol. De Michaëlskerk werd gedegradeerd tot een filiaalkerk en als gevolg daarvan verwaarloosd. Het schortte ook aan pastorale zorg en na meerdere klachten van de inwoners werd er ten slotte in 1653 een kapelaan benoemd, hetgeen het gemeenschapsleven weer een nieuwe impuls gaf.
Een aardbeving in 1670 zorgde voor schade aan de kerk. De toren moest gerestaureerd worden. Daarbij werd in een 46 weken durende verbouwing het piramidedak van de toren door een lantaarn vervangen.
In de 18e eeuw volgde de barokissering van de kerk. De fresco's stammen van Josef Anton Zoller (1779). De voorhal werd in 1898 gebouwd.

## Orgel
Het orgel werd in 1776 door de orgelbouwer Johann Anton Fuchs gebouwd. In 2002 werd het instrument gerestaureerd. Het orgel bezit 23 registers verdeeld over twee manualen en pedaal. De tracturen zijn mechanisch.

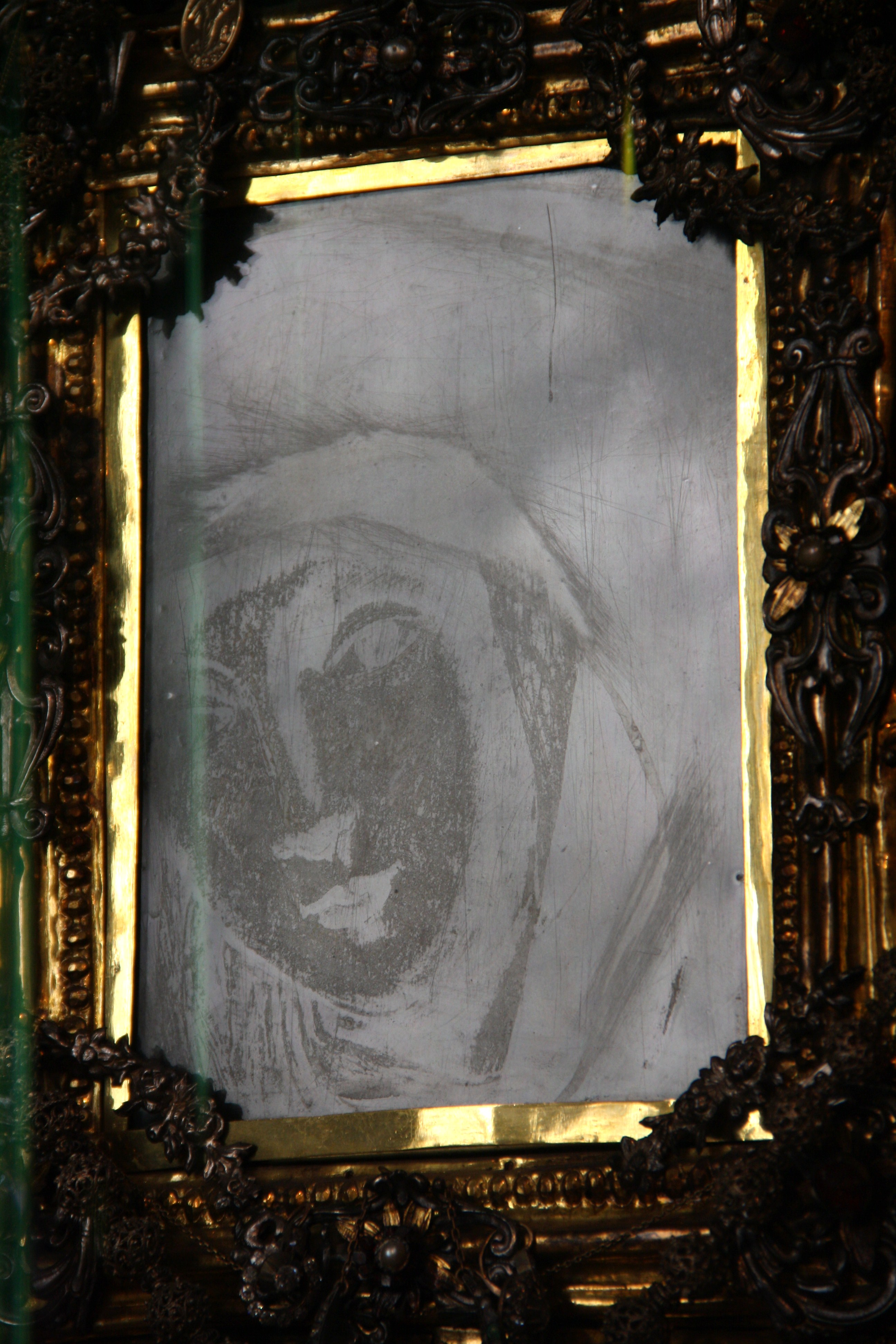
Het genadebeeld

## Bedevaart
De bedevaart gaat terug op een gebeurtenis op 17 januari 1797, toen er volgens het oudste document over het genadebeeld op een raam van een boerenwoning een niet door mensenhanden getekende afbeelding van een vrouwenhoofd verscheen. Het was de 18-jarige dochter van het boerengezin, Rosina Bucher, die de afbeelding als eerste ontdekte. De afbeelding heeft geen kleuren, lijkt op een kopergravure en werd direct als een beeltenis van de Heilige Maagd geïdentificeerd. De afbeelding bleef na de ontdekking zichtbaar, dag en nacht en ongeacht of de kamer nu verwarmd of onverwarmd was. Zelfs nadat het raam aan beide zijden werd gewassen en weer schoon leek, verscheen er even later in het midden van het raam een kleine vlek, die zich uitbreidde over de rest van het raam totdat de beeltenis van Maria weer volledig hersteld was. Het wegwassen en terugkomen van de beeltenis herhaalde zich nadat op verzoek van de familie verschillende geestelijken dit verschijnsel met eigen ogen kwamen vaststellen. Nadat pelgrims en nieuwsgierigen uit omliggende plaatsen naar de beeltenis kwamen, werd het raam ingepakt, verzegeld en naar Innsbruck verzonden om door een sceptische commissie te worden onderzocht. Op 24 maart 1797 keerde het raam ten slotte naar Absam terug en onder het luiden van klokken in processie naar de kerk gebracht. Sindsdien wordt het miraculeuze raam als een genadebeeld in de kerk vereerd. Buiten werd boven het portaal een kopie van de afbeelding aangebracht.
De belangrijkste bedevaartsdagen zijn 17 januari (de dag van de verschijning) en 24 juni (de feestdag van de tweede kerkpatroon Sint-Johannes). Verder staat men in de kerk op elke 17e van de maand stil bij de verschijning van de Moeder Gods. De talrijke votiefplaquettes in de kerk getuigen van gebedsverhoringen en in het wapen van Absam kreeg de beeltenis van de Heilige Maagd een eigen plek.